# 黑方塊

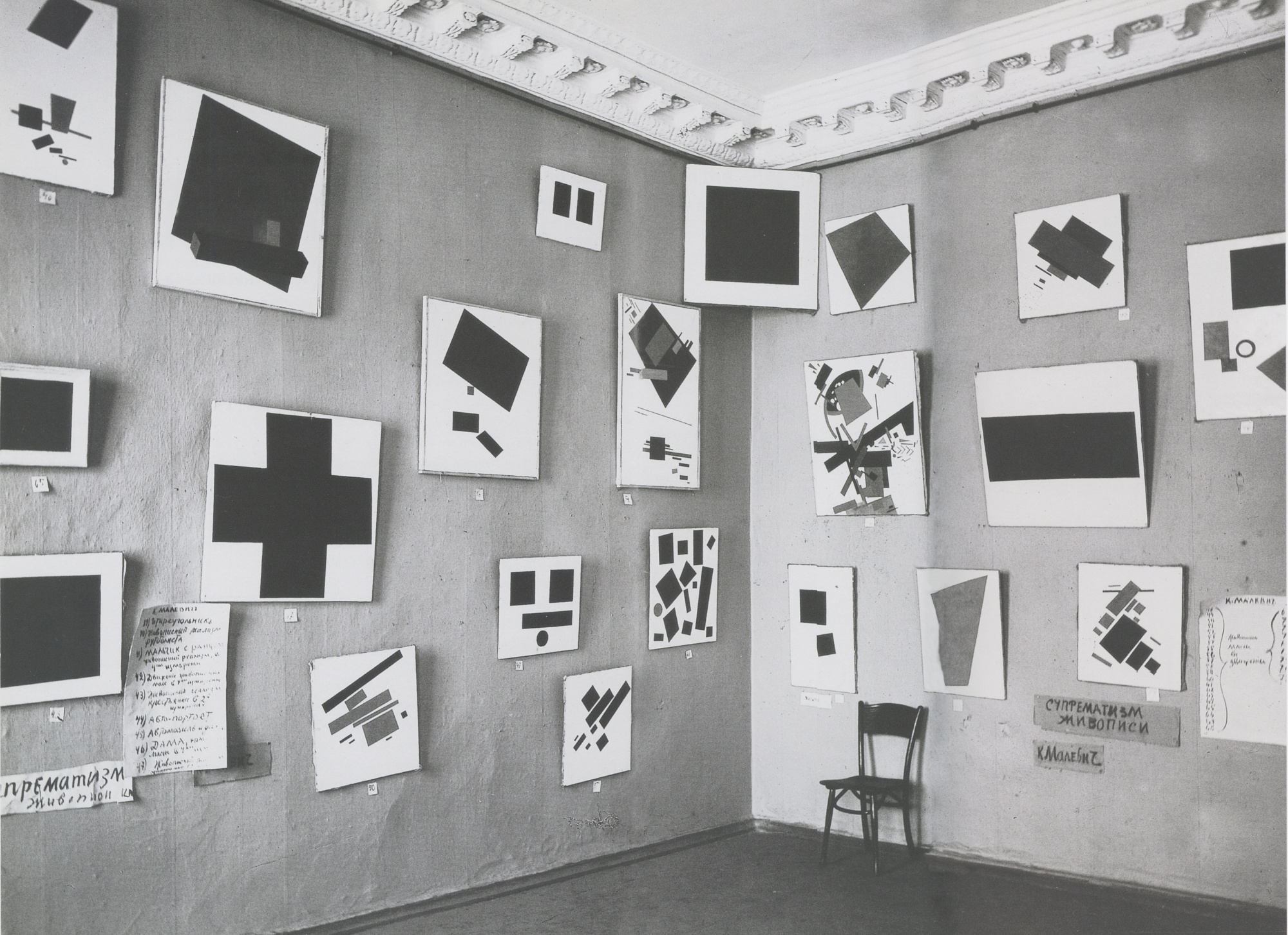
1915年0.10展上馬列維奇和其他藝術家的作品

《黑方塊》是俄羅斯前衛藝術家馬列維奇創作的一幅作品，最早的一幅創作於1915年，展出於當年的0.10展，隨後還有其他四個類似的版本。雖然畫家本人説最後一幅實際上早就完成于1913年，其真正的創作時間應該是1930年前後。《黑方塊》在現代藝術史上有重要的地位，被認爲是對傳統藝術的反叛。 